# Montfaucon (Svizzera)
Montfaucon (toponimo francese; in tedesco Falkenberg, desueto) è un comune svizzero di 623 abitanti del Canton Giura, nel distretto delle Franches-Montagnes.

## Storia
Il 1º gennaio 2009 ha inglobato il comune soppresso di Montfavergier.

## Monumenti e luoghi d'interesse

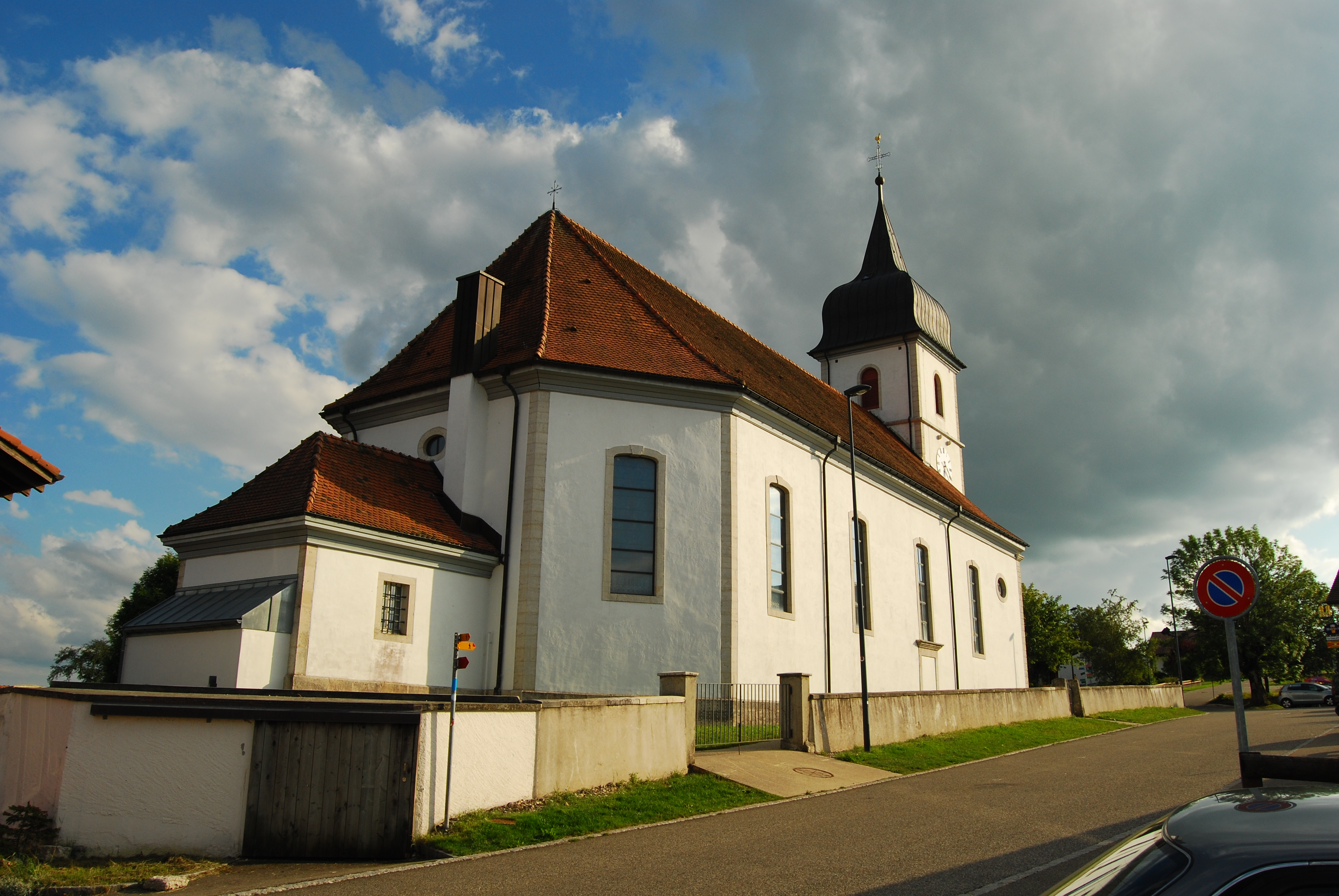
La chiesa di San Giovanni Battista

- Chiesa cattolica di San Giovanni Battista, ricostruita nel 1831[1].

## Società

### Evoluzione demografica
L'evoluzione demografica è riportata nella seguente tabella:
Abitanti censiti

## Infrastrutture e trasporti

La stazione di Pré-Petitjean

Montfaucon è servito dalla stazione di Pré-Petitjean sulla ferrovia La Chaux-de-Fonds-Glovelier.

## Amministrazione
Ogni famiglia originaria del luogo fa parte del cosiddetto comune patriziale e ha la responsabilità della manutenzione di ogni bene ricadente all'interno dei confini del comune.